# Larissa Hummel
Larissa Allgeier (* 6. Februar 1989 in Ulm als Larissa Hummel) ist eine deutsche Fußballspielerin und -trainerin.

## Fußball
Die Mittelfeldspielerin begann beim VfL Munderkingen, stieg mit diesem am Ende der Saison 2007/2008 in die Oberliga Baden-Württemberg auf, verließ jedoch den Verein und wechselte zum SC Freiburg in die 1. Bundesliga. Dort debütierte sie im DFB-Pokal am 31. August 2008 beim Regionalligisten 1. FFC Montabaur, wo sie in den Reihen des SC Freiburg in der Startelf stand und in der 78. Spielminute durch Sandra Schmidt ersetzt wurde (Endstand 0:6). Eine Woche später, am 7. September, gab sie im Bundesligaspiel beim TSV Crailsheim ihr Debüt in der 1. Bundesliga. In diesem Spiel wurde sie in der 66. Spielminute für Stéphanie Wendlinger eingewechselt. Zur Saison 2011/12 wechselte sie in die zweite Mannschaft Freiburgs. 2018 wechselte sie zum SV Gottenheim, wo sie seither als Spielertrainerin aktiv ist.

## Persönliches
Hummel studiert an der Albert-Ludwigs-Universität Freiburg Sport und Biologie auf Lehramt. Ihre jüngere Schwester Tatjana spielte ebenfalls für den SC Freiburg in der Bundesliga.

## Statistik
| - 1. Bundesliga - Saison 2008/2009, SC Freiburg 16 Spiele | - DFB-Pokal - Saison 2008/2009, SC Freiburg 3 Spiele |